# Réda Benzine
Réda Benzine (19 april 1971) is een Algerijnse voormalig (middel)langeafstandsloper, die was gespecialiseerd in de 3000 m en de 5000 m. Hij nam tweemaal deel aan de Olympische Spelen en behaalde hierbij een elfde plaats.

## Loopbaan
Benzine eindigde in 1995 10e in de finale van de 3000 meter op de WK Indoor. Een jaar later kon Benzine zich kwalificeren voor de Olympische Zomerspelen in Atlanta. Benzine kon zich plaatsen voor de finale van de 5000 meter, waarin hij op de 13e plaats eindigde. Ook in 2000 nam Benzine deel aan de Olympische Zomerspelen. Dit keer eindigde hij 11e in de finale van de 5000 meter.

## Persoonlijke records
Outdoor
| Onderdeel      | Tijd     | Datum             | Plaats                    |
| -------------- | -------- | ----------------- | ------------------------- |
| 1000 m         | 2.25,50  | 22 september 2002 | Castiglione della Pescaia |
| 1500 m         | 3.39,80  | 13 juli 1995      | Annaba                    |
| Mijl           | 4.02,13  | 5 juli 1993       | Stockholm                 |
| 2000 m         | 4.59,27  | 10 juli 1996      | Nice                      |
| 3000 m         | 7.41,85  | 18 augustus 2000  | Monaco                    |
| 5000 m         | 13.21,88 | 10 juli 1995      | Stockholm                 |
| 10000 m        | 28.15,15 | 5 juni 1999       | Gijón                     |
| 10 km          | 29.03    | 23 september 2001 | Praag                     |
| 15 km          | 46.12    | 18 maart 2000     | Kerzers                   |
| halve marathon | 1.04,38  | 28 oktober 2001   | Palermo                   |

Indoor
| Onderdeel | Prestatie | Datum            | Plaats     |
| --------- | --------- | ---------------- | ---------- |
| 3000 m    | 7.51,42   | 5 februari 1995  | Stuttgart  |
| 5000 m    | 13.57,36  | 14 februari 1999 | Birmingham |

## Prestaties

### 3000 m
- 1995: 10e WK Indoor - 8.03,60
- 1997: 13e in series WK Indoor - 8.05,55
- 1999: 12e WK Indoor - 8.07,89

### 5000 m
- 1995: 8e in series WK - 13.45,39
- 1996: 13e OS - 13.42,34
- 2000: 11e OS - 13.40,95

### Veldlopen
- 1997: 91e WK lange afstand - 37.44
- 1998: 46e WK lange afstand - 36.26
- 1999: 39e WK korte afstand - 13.20